# Сан-Жозе-ду-Риу-Прету (микрорегион)
Сан-Жозе-ду-Риу-Прету (порт. Microrregião de São José do Rio Preto) — микрорегион в Бразилии, входит в штат Сан-Паулу. Составная часть мезорегиона Сан-Жозе-ду-Риу-Прету. 
Население составляет 	763 534	 человека (на 2010 год). Площадь — 	10 399,594	 км². Плотность населения — 	73,42	 чел./км².

## Демография
Согласно сведениям, собранным в ходе переписи 2010 г. Национальным институтом географии и статистики (IBGE), население микрорегиона составляет:						
| Полное население                             | Полное население                             | Полное население                             | Полное население                             | 763 534 |
| -------------------------------------------- | -------------------------------------------- | -------------------------------------------- | -------------------------------------------- | ------- |
| в том числе:                                 | Городское население                          | 705 274                                      | Процент городского населения, %              | 92,37   |
|                                              | Сельское население                           | 58 260                                       | Процент сельского населения, %               | 7,63    |
|                                              | Мужское население                            | 373 716                                      | Процент мужского населения, %                | 48,95   |
|                                              | Женское население                            | 389 818                                      | Процент женского населения, %                | 51,05   |
| Плотность населения, чел/км²                 | Плотность населения, чел/км²                 | Плотность населения, чел/км²                 | Плотность населения, чел/км²                 | 73,42   |
| Население микрорегиона в % к населению штата | Население микрорегиона в % к населению штата | Население микрорегиона в % к населению штата | Население микрорегиона в % к населению штата | 1,85    |

## Статистика
- Валовой внутренний продукт на 2003 составляет 6 882 292 878,00 реалов (данные: Бразильский институт географии и статистики).
- Валовой внутренний продукт на душу населения на 2003 составляет 9528,14 реалов (данные: Бразильский институт географии и статистики).
- Индекс развития человеческого потенциала на 2000 составляет 0,818 (данные: Программа развития ООН).

## Состав микрорегиона
В составе микрорегиона включены следующие муниципалитеты:
1. Адолфу
2. Алтаир
3. Бади-Баситт
4. Балсаму
5. Седрал
6. Гуапиасу
7. Гуараси
8. Ибира
9. Исен
10. Ипигуа
11. Жаси
12. Жозе-Бонифасиу
13. Мендонса
14. Мирасол
15. Мирасоландия
16. Нова-Алианса
17. Нова-Гранада
18. Олимпия
19. Онда-Верди
20. Ориндиува
21. Палестина
22. Паулу-ди-Фария
23. Планалту
24. Потирендаба
25. Сан-Жозе-ду-Риу-Прету
26. Танаби
27. Убарана
28. Ушоа
29. Закариас